# William Bakewell
William „Billy“ Bakewell (* 2. Mai 1908 in Los Angeles, Kalifornien; † 15. April 1993 ebenda) war ein US-amerikanischer Schauspieler.

## Leben und Karriere
William Bakewell besuchte Los Angeles Harvard Military School. Im Alter von 15 Jahren begann er seine Filmkarriere als Statist, erhielt aber schon gegen Ende der Stummfilmzeit größere Rollen. Während des Pre-Code verkörperte er häufig jugendlich-naive junge Männer. Bakewell spielte mehrmals an der Seite von Joan Crawford, etwa als ihr verantwortungsloser Bruder im Film Irrwege des Lebens (1931). Daneben ist er aber vor allem durch die Rolle des Soldaten Albert Kropp in Im Westen nichts Neues (1930) bekannt, der berühmten Verfilmung von Erich Maria Remarques Antikriegsroman über den Ersten Weltkrieg. Mitte der 1930er-Jahre überschritt Bakewells Karriere ihren Zenit, sodass er meistens nur noch in B-Filmen in größeren Rollen eingesetzt wurde und bei gelegentlichen Auftritten in größer angelegten Filmen wie Vom Winde verweht – er hat eine Szene als reitender Südstaaten-Offizier in Atlanta – nur wenige Sätze sprach.
Bakewell diente im Zweiten Weltkrieg als Unterleutnant und setzte danach seine Schauspielkarriere fort, wenngleich die meisten Rollen eher klein blieben. In den 1950er- und 1960er-Jahren hatte er zahlreiche Gastrollen in amerikanischen Fernsehserien. So wirkte er unter anderem an Folgen der Fernsehserien Bonanza, Die Leute von der Shiloh Ranch, Abenteuer unter Wasser und Mr. Ed mit. Nach der Mitwirkung an annähernd 200 Film- und Fernsehproduktionen zog er sich 1975 aus dem Schauspielgeschäft zurück. Parallel zur Schauspielerei hatte Bakewell in seiner zweiten Lebenshälfte damit begonnen, mit beachtlichem Erfolg als Immobilienmakler in Los Angeles und Umland zu arbeiten.
1933 war Bakewell eines der Gründungsmitglieder der Screen Actors Guild. Er engagierte sich außerdem für Jahrzehnte beim Motion Picture & Television Fund. 1948 trennte er sich nach zwei Jahren Ehe von der Schauspielerin Jennifer Holt. Seine zweite Ehe mit Diane Griffiths hielt von 1955 bis zu seinem Tod; aus der Ehe gingen zwei Töchter hervor. 1991 veröffentlichte er seine Biografie unter dem Titel  Hollywood Be Thy Name: Random Recollections of a Movie Veteran From Silents to Talkies to TV. William Bakewell verstarb 1993 im Alter von 84 Jahren an Leukämie.

## Filmografie (Auswahl)

### Filme
- 1923: Fighting Blood
- 1925: A Regular Fellow
- 1926: Die Höschen des Fräulein Anette (Bertha, the Sewing Machine Girl)
- 1926: Korsaren (Old Ironsides)
- 1927: Der Herzensdieb (The Heart Thief)
- 1927: König Harlekin (The Magic Flame)
- 1927: Der Schlauberger (West Point)
- 1928: Komödie einer Liebe (The Battle of the Sexes)
- 1929: Die Lady von der Straße (Lady of the Pavements)
- 1929: Die eiserne Maske (The Iron Mask)
- 1929: On with the Show
- 1929: Gold Diggers of Broadway
- 1930: Der Tolpatsch (Lummox)
- 1930: Im Westen nichts Neues (All Quiet on the Western Front)
- 1930: The Bat Whispers
- 1930: Paid
- 1931: Irrwege des Lebens (Dance, Fools, Dance)
- 1931: Guilty Hands
- 1932: While Paris Sleeps
- 1932: Back Street
- 1933: The Secret of Madame Blanche
- 1933: Ein Stück vom Mond (Three-Cornered Moon)
- 1933: Mit dem Tod um die Wette (Straightaway)
- 1934: Crimson Romance
- 1935: Manhattan Butterfly
- 1937: Quality Street
- 1937: Jungle Menace
- 1939: Zenobia, der Jahrmarktselefant (Zenobia)
- 1939: Vom Winde verweht (Gone with the Wind)
- 1940: Wundervolles Weihnachten (Beyond Tomorrow)
- 1940: Das Haus der sieben Sünden (Seven Sinners)
- 1941: Cheers for Miss Bishop
- 1942: Dr. Kildare’s Victory
- 1942: The Loves of Edgar Allan Poe
- 1946: Hop Harrigan America’s Ace of the Airways
- 1947: Die legendären Dorseys (The Fabulous Dorseys)
- 1947: Die Farmerstochter (The Farmer’s Daughter)
- 1947: So einfach ist die Liebe nicht (The Bachelor and the Bobby-Soxer)
- 1948: Zaubernächte in Rio (Romance on the High Seas)
- 1948: Das ist also New York (So This Is New York)
- 1948: Startbahn ins Glück (You Gotta Stay Happy)
- 1951: Apachenschlacht am schwarzen Berge (Oh! Susanna)
- 1951: Als die Rothäute ritten (When the Redskins Rode)
- 1951: Come Fill the Cup
- 1952: Vater werden ist nicht schwer (Room for One More)
- 1954: Das blonde Glück (Lucky Me)
- 1955: Davy Crockett, König der Trapper (Davy Crockett, King of the Wild Frontier)
- 1958: Im Dschungel der Großstadt (Johnny Rocco)
- 1959: Der Fischer von Galiläa (The Big Fisherman)
- 1966: Finger weg von meiner Frau (Not with My Wife, You Don’t!)
- 1975: Der Retorten-Goliath (The Strongest Man in the World)

### Fernsehserien
- 1957/1959: Streifenwagen 2150 (Highway Patrol, 2 Folgen)
- 1958: Dezernat M (M Squad, Folge 1x16)
- 1959: Maverick (Folge 3x13)
- 1959/1960: Abenteuer unter Wasser (Sea Hunt, 2 Folgen)
- 1960: Lassie (Folge 6x29 Timmys Stolz)
- 1960: Erwachsen müßte man sein (Leave It to Beaver, Folge 4x12)
- 1961: Peter Gunn (Folge 3x22)
- 1963: Mr. Ed (Mister Ed, Folge 4x08 Immer diese Hüte)
- 1963: Die Leute von der Shiloh Ranch (The Virginian, 2 Folgen)
- 1965: The Beverly Hillbillies (Folge 4x09)
- 1967: Bezaubernde Jeannie (I Dream of Jeannie, Folge 2x17)
- 1967/1968: Bonanza (2 Folgen)
- 1968: Daniel Boone (Folge 5x08)
- 1969: Ihr Auftritt, Al Mundy (It Takes a Thief, Folge 2x15)
- 1970–1971: Nanny und der Professor (Nanny and the Professor, 4 Folgen)
- 1972: Alias Smith und Jones (Alias Smith and Jones, Folge 2x20)